# Berrwiller
 Berrwiller  là một xã thuộc tỉnh Haut-Rhin trong vùng Grand Est, đồng bắc Pháp. Xã này có diện tích 7,66 km², dân số năm 1999 là 1132 người. Khu vực này có độ cao trung bình 255 mét trên mực nước biển.